# Nitra
Nitra és una ciutat de l'oest d'Eslovàquia que es troba al peu de la muntanya Zobor i s'estén al llarg del riu Nitra. Amb una població de 164.000 habitants (2022), i és la cinquena ciutat més gran d'Eslovàquia, després de Bratislava, Košice, Prešov i Žilina.
Nitra és juntament amb Bratislava la ciutat més antiga d'Eslovàquia i va ser el primer centre polític i cultural amb el qual va comptar el país. Avui dia, Nitra és la capital de la Regió de Nitra.

## Descripció general
Nitra s'ubica al peu de la muntanya Zobor (600 m.), a partir de la qual la serralada Tribeč s'estén cap al nord-est al llarg de 45 km. La muntanya, que és accessible mitjançant diversos camins i un telefèric, ofereix una impressionant vista de Nitra i els meandres del riu homòleg.
La regió de Nitra és sobretot agrícola, però la ciutat és econòmicament rellevant per la seva indústria mecànica de producció de peces i parts per a la indústria automobilística. També destaca la producció de targetes de crèdit per institucions bancàries tant eslovaques com europees. Altes indústries amb seu a Nitra pertanyen al sector de l'alimentació (cerveseria) o producció de mobles.
La companyia aèria Aero Slovakia té la seva oficina central a l'Aeroport de Nitra.
La ciutat compta amb dues universitats: la Universitat Eslovaca d'Agricultura, amb 10.297 estudiants; i la Universitat de Constantí el Filòsof, amb 13.684 estudiants.

## Ciutats agermanades
Nitra està agermanada amb:
| - Bački Petrovac a Sèrbia - České Budějovice a la República Txeca - Gosford a Austràlia - Guadalajara a Castella-La Manxa, Espanya |  | - Kielce a Polònia - Kroměříž a la República Txeca - Naperville als Estats Units d'Amèrica - Osijek a Croàcia |  | - Spišská Nová Ves a Eslovàquia - Zielona Góra a Polònia - Zoetermeer als Països Baixos |

## Història
Les troballes arqueològiques més antigues de Nitra daten de fa uns 25.000-30.000 anys. La localitat ha estat habitada en tots els períodes històrics entre els últims 5.000-7.000 anys. Destaquen els assentaments de la cultura Nitra, el grup Brodzany-Nitra o el grup Lužianky de la cultura Lengyel.
La població de la cultura Madarovce havia construït la primera fortificació al turó del castell cap a l'any 1.600 aC. A l'edat del ferro, es va construir un gran fort al turó de Zobor i altres més petits al turó de Lupka ia Dražovce (700-500 aC). Es coneixen diversos assentaments celtes dels segles V-I. Els celtes van encunyar tetradracmes de plata conegudes com a monedes de tipus Nitra i probablement també van construir un fort a la localitat de Na Vŕšku. En època romana (segles I-IV dC) s'hi va establir la tribu germànica dels Quades, la qual possiblement en fou una possible capital (396 dC). El major assentament germànic del període migratori a Eslovàquia va ser descobert a Nitra-Párovské Háje.

## Demografia
| Godina             | 1994   | 2004   | 2014   | 2024   |
| ------------------ | ------ | ------ | ------ | ------ |
| Nombre de persones | 87.127 | 85.742 | 78.033 | 75.945 |
| Diferència         |        | −1,58% | −8,99% | −2,67% |

| Godina             | 2023   | 2024   |
| ------------------ | ------ | ------ |
| Nombre de persones | 76.499 | 75.945 |
| Diferència         |        | −0,72% |